# レイラ・ハイアムズ
レイラ・ハイアムズ（Leila Hyams、1905年5月1日 - 1977年12月4日）は、アメリカ合衆国の女優。

## 出演作品
- 土曜日の大観衆
- フリークス (映画)(怪物團)
- 盗んだ結婚